# Giovanni Priuli
Giovanni Priuli (Venècia, 1575 o 1580 – Viena, 1629) fou un compositor i organista italià del primer barroc.
Va ser organista de Sant Marc a Venècia i potser la cort d'Urbino; fou mestres de capella de Ferran II des de 1614 fins a la seva mort. El compositor Schütz, lloà molt els seus madrigals i la música sacra per a veus i instruments, quan la va conèixer, hi n els quals s'hi troba un estila animat d'ascendència veneciana.
De Priuli es coneixen les obres següents: Sacrorum concentum quinqué vocum (Venècia, 1618); Sacrorum concentuum, etc., segona part (Vene`cia, 1619); Misse a 8 et 9 voci (Venècia, 1624), i Delicie musicali (Venècia, 1625). També es troben algunes composicions de Priuli en la col·lecció Bergam. Parnassus music. Ferd. (Venècia, 1615).